# Matthias Steinl
Matthias Steinl, také Steindl, Steinel nebo Stinle (1643/1644 Salcbursko – 18. dubna 1727 Vídeň) byl rakouský architekt, řezbář a sochař, průkopník vrcholného baroka v Rakousku a velký konkurent dvorních architektů J. B. Fischera z Erlachu a J.L. von Hildebrandta.

## Život
Pocházel patrně ze Solnohradska. Není jasné, kde se vyučil sochařství. Tovaryšská léta strávil na cestách do Německa, Francie, Itálie, Nizozemí ale i do Prahy. V letech 1676-1681/1682 pracoval ve Slezsku v cisterciáckém opatství Lubuš. Tam se roku 1676 poprvé oženil, a to s Annou Rosinou Knote (1649–1691), jeho tamní řezby ve slonovině nebo v mrožím klu (Skupina Ukřižování) však byly zničeny za druhé světové války. 
Od roku 1682 pracoval ve Vratislavi, odkud ho tamní kníže-biskup František Ludvík Neuburský (švagr císaře Leopolda I.) doporučil do Vídně. 
Od 1. března 1688 nastoupil ve Vídni jako císařský dvorní řezbář miniatur ve slonovině. Navázal těsné kontakty s vídeňskou Akademií výtvarných umění a byl postupně zván k větším zakázkam na chrámové projekty a jejich mobiliář, pracoval pro Vídeň, Herzogenburg, Zwettl, Vorau, Dürnstein, Krems an der Donau, St. Pölten a další místa. Zachovaly se také jeho šablony pro ornamentální dekorace a pro zlatnické práce. V roce 1692 se ve Vídni oženil podruhé, s Marií Caecilií Wiestovou (1670–1727).   Zemřel ve Vídni a byl pohřben se všemi poctami do krypty Svatoštěpánského dómu.

## Řezby ve slonovině (výběr)

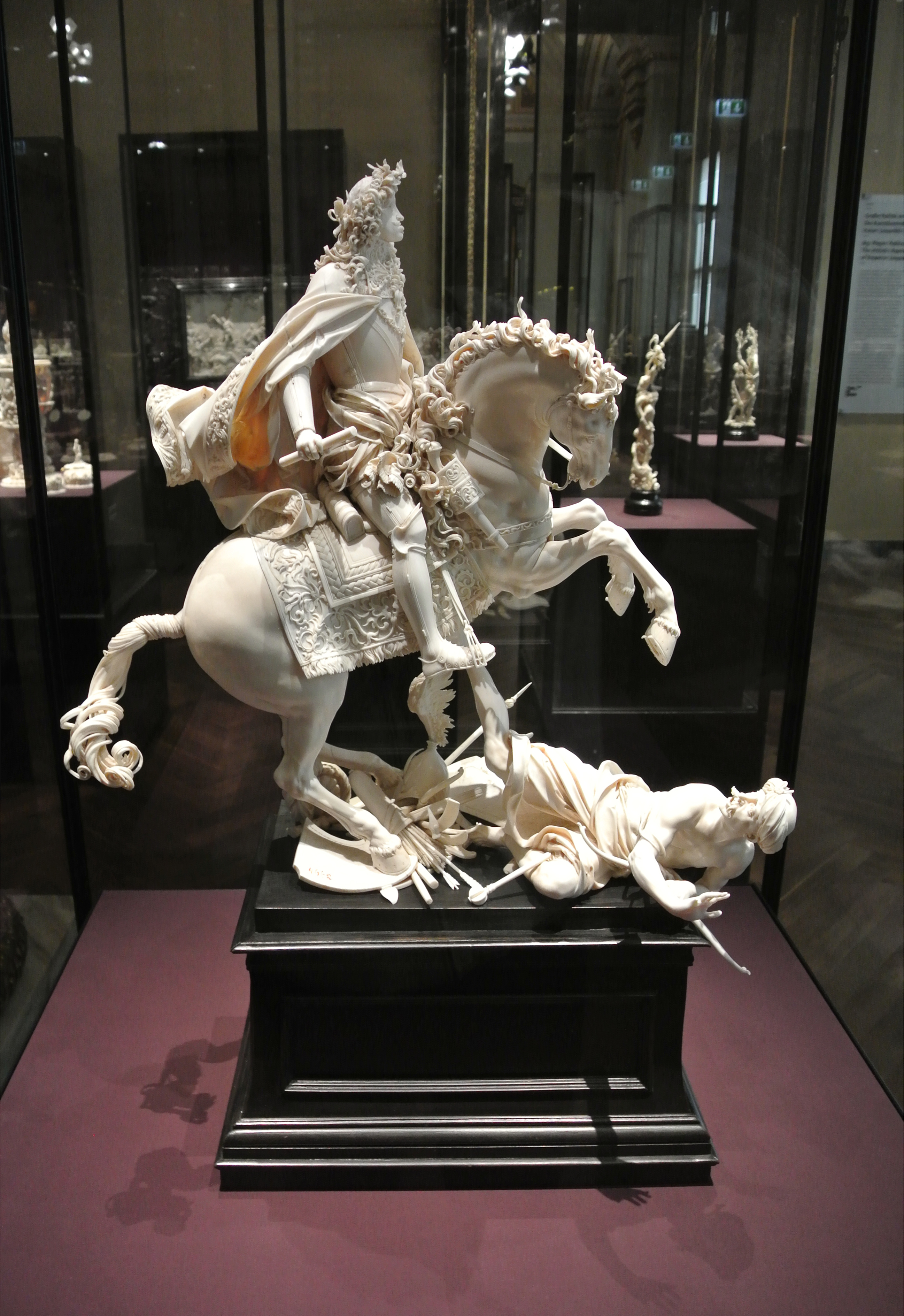
Císař Leopold I. jako vítěz nad Turky

- Portrét - reliéf vratislavského knížete-biskupa Františka Ludvíka Neuburského (Muzeum Rezidence Mnichov)
- Triton (1670-1675) Victoria & Albert Museum Londýn
- Socha Panny Marie Immaculaty (1688) Muzeum Liebighaus Frankfurt nad Mohanem
- Panna Maria, Jan Evangelista a kající Maří Magdaléna - fragment z Kalvárie (1687)[3]
- Alegorie Vody a Vzduchu, řezba z mrožího klu (1688)[4]
- Tři kompozice s jezdeckými sochami habsburských císařůː 
  - Leopold I. jako válečník, vítězící nad Turkem, s tureckými a francouzskými válečnými trofejemi pod nohama; kompozice je dynamická a plná napětí, [(1693)[5].
  - Josef I. Habsburský jako mladý válečník, vítězící nad furorou/ personifikací války[6].
  - Karel VI. jako nastupující panovník, s personifikací Svaté říše římské, která mu předkládá císařské korunovační klenoty [7]
- Pluto a Proserpina (V roce 2010 v aukci obchodu s uměním v Mnichově) (1700)[8]

## Architektura

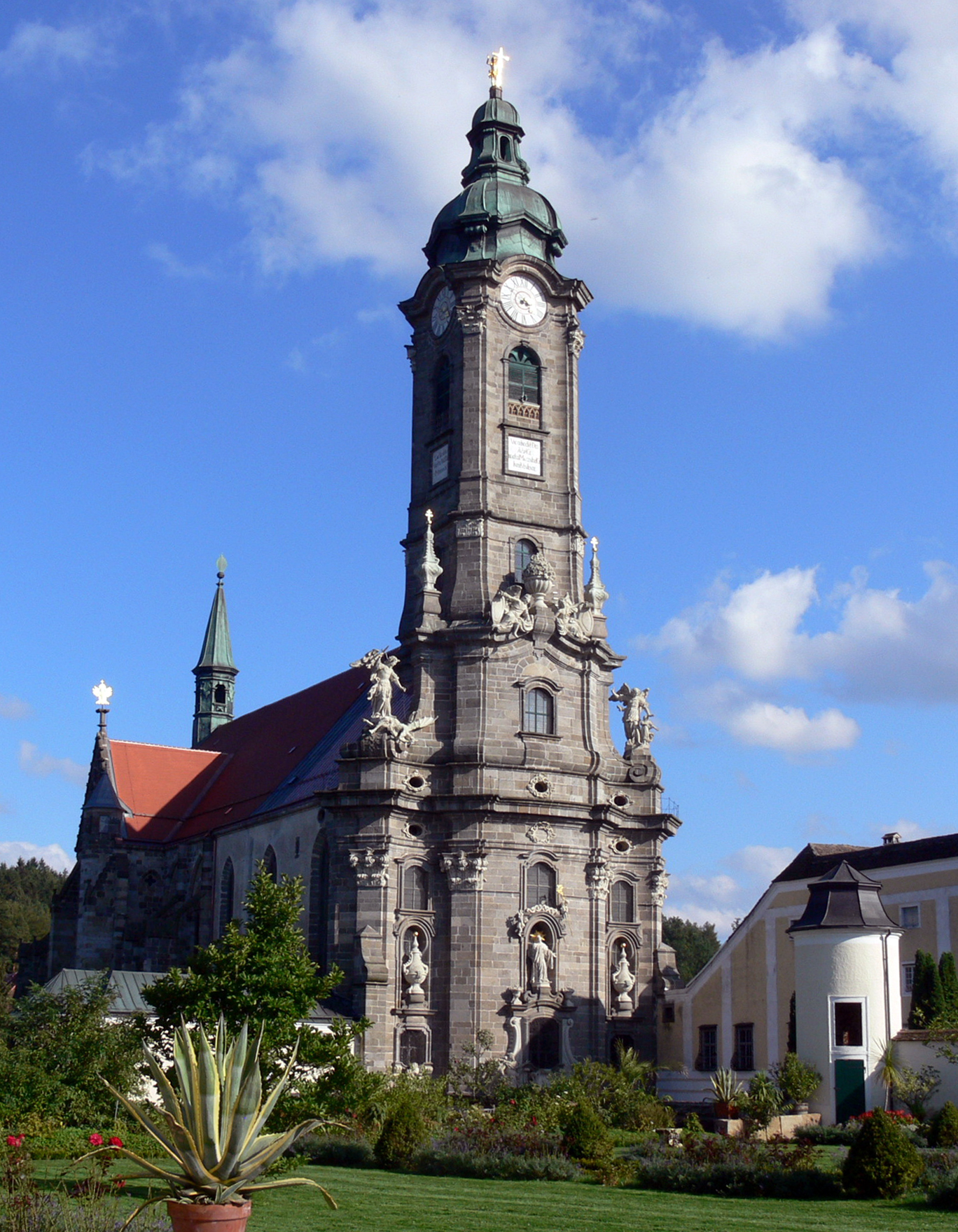
Fasáda a věž klášterního kostela ve Zwettlu

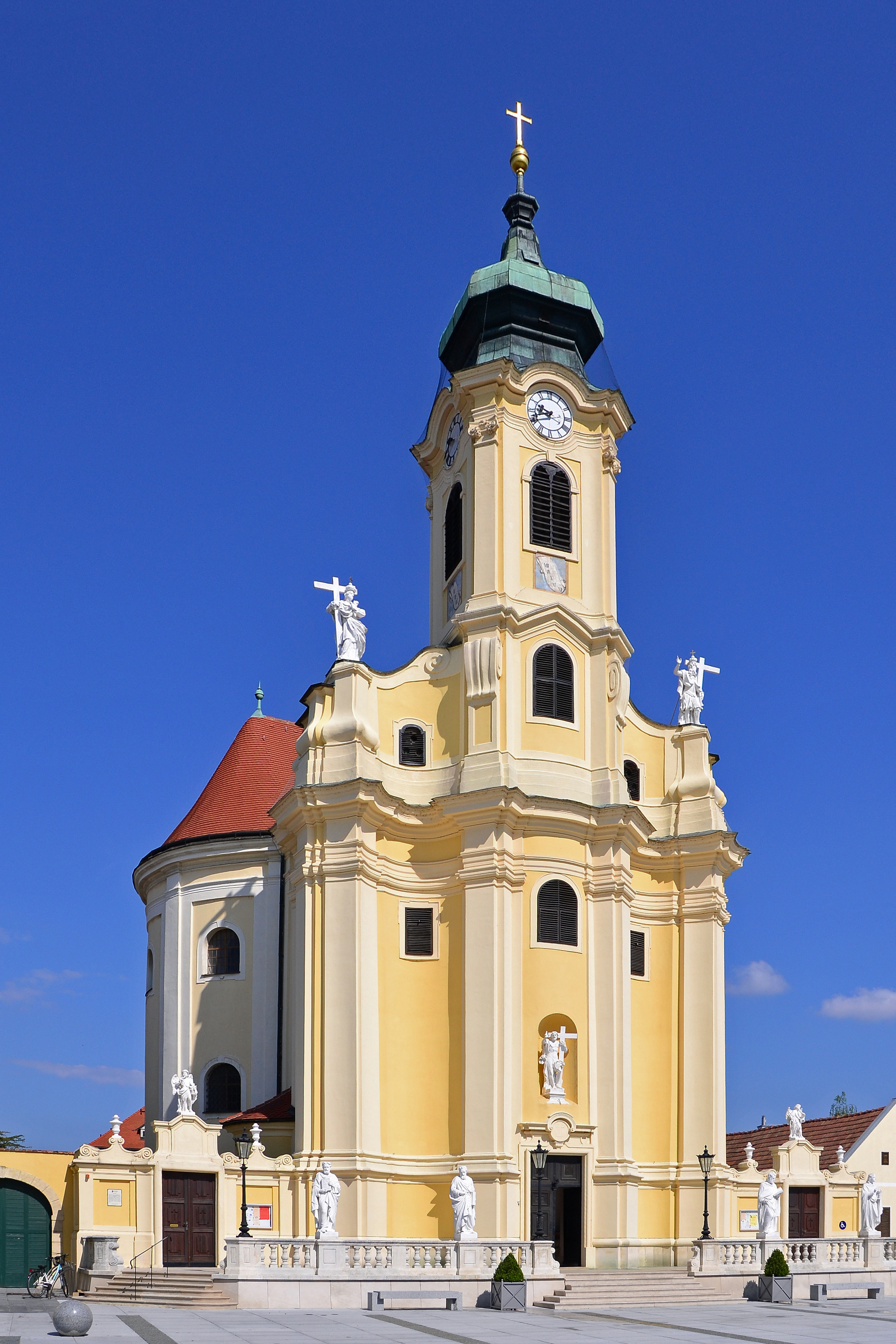
Kostel sv. Kříže, Laxenburg

První zakázkou monumentální architektury ve Vídni (písemně nedoloženou) byl rozestavěný farní kostel v Laxenburgu, převzatý po Carlu Antoniovi Carlonem, jím od roku 1703 realizoval první vrcholně barokní stavbu severně od Alp s lomenými fasádními prvky. Jeho architektonické návrhy realizovali především Joseph Munggenast a jeho strýc Jakob Prandtauerː 
- kostel v Laxenburgu u Vídně
- klášterní kostel karmelitánů v St. Pölten (1707/1708-1712)
- věž a interiér klášterního kostela v Dürnsteinu (1718)
- věž a průčelí klášterního kostela v Zwettlu (1722)

## Návrhy oltářní architektury a mobiliáře kostelů
- Hlavní oltář farního a poutního kostela Maria Hietzing ve Vídni-Hietzingu (1698)
- Kazatelna a koncepce oltářů v kostele sv. Petra ve Vídni
- Oltáře v kolegiátním kostele v Klosterneuburgu
- Hlavní oltář kostela sv. Jakuba ve Friedbergu ve Štýrsku
- Dva oltáře ve Svatoštěpánském dómě ve Vídni (1700, 1708)